# Seton Lloyd
Seton Howard Frederick Lloyd, CBE (Birmingham, 30 mei 1902 - Faringdon, 7 januari 1996) was een Engels archeoloog, voormalige voorzitter van de British School of Archaeology in Irak, directeur van het British Institute of Archaeology te Ankara (voorzitter, 1975–1981), professor West-Aziatische archeologie in het instituut voor archeologie aan de universiteit van Londen (1962–1969).

## Levensloop
Nadat hij zijn school had afgemaakt in Uppingham, studeerde Lloyd verder aan de Architectural Association School of Architecture in Londen en studeerde af als architect in 1926. Hij deed zijn eerste archeologische ervaring op in Tel El Amarna, waar Henri Frankfort bezig was op te graven voor de Egypt Exploration Society. In 1930 werd Lloyd door Frankfort uitgenodigd om deel te nemen aan diens volgende opgraving, onder de auspiciën van het Oriental Institute van de Universiteit van Chicago, van een serie van sites in de Diyalavallei (1930–1937). In 1937–1939 nam hij deel aan opgravingen van John Garstang voor de Universiteit van Liverpool in Mersin, in Zuid-Turkije. In 1939 werd Lloyd aangesteld als archeologische adviseur voor het directoraat van antiquiteiten in Irak, waar hij hielp het Nationaal Museum van Irak op te richten en het Gertrude Bell museum te reorganiseren. Hij leidde Iraakse archeologen op en nam met Iraakse collega's deel aan enkele belangrijke opgravingen, waaronder die in Uqair en Eridu, in het Assyrische Khorsabad, het aquaduct van Sennaherib in Jerwan. Hij volgde Max Mallowan op als voorzitter van de British School of Archaeology in Iraq. In 1948 werd hij directeur van het British Institute of Archaeology at Ankara. Hij deed mee aan opgravingen met, onder andere, James Mellaart, een van de eerste wetenschappers aan de Ankara School, van de grafheuvel in Beycesultan, in West-Anatolië en leidde ook opgravingen in Polatli, Haran, Sultantepe en andere Anatolische sites.